# 'Arab al-Rashayida
'Arab al-Rashayida, en arabe : عرب الرشايدة, est un village du gouvernorat de Bethléem en Palestine, en Cisjordanie.
Selon le recensement du bureau central palestinien des statistiques, la localité compte une population de 2 060 habitants en 2017.